# هوارد جايلز
هوارد جايلز (بالإنجليزية: Howard Giles)‏ هو لغوي وعالم نفس أمريكي، ولد في 12 ديسمبر 1946 في كارديف في المملكة المتحدة.